# Ryjówka kaukaska
Ryjówka kaukaska (Sorex satunini) – gatunek ssaka z rodziny ryjówkowatych.

## Genetyka
Diploidalna liczba chromosomów wynosi 2n = 24 lub 25. Liczba fundamentalna wynosi 46, więcej niż u blisko spokrewnionych ryjówek. Wśród autosomów obserwuje się 10 par metacentrycznych oraz jedną akrocentryczną. Występują 3 chromosomy płciowe, podobnie jak u ryjówki aksamitnej, iberyjskiej czy alpejskiej. Dużemu, metacentrycznemu chromosomowi X towarzyszą dwa akrocentryczne chromosomy Y, przy czym Y1 jest mały, a Y2 osiąga średnie rozmiary, podobnie jak u ryjówki zwieńczonej czy alpejskiej.

## Budowa
Średnich do dużych rozmiarów ryjówka. Długość głowy i tułowia wynosi od 5,7 do 8,1 cm, w przypadku osobników niedojrzałych od 5,7 do 7,2 cm. Ogon mierzy od 3,8 do 4,4 cm. Długość tylnej stopy zawiera się w przedziale między 1,1 a 1,3 cm. Masa ciała zawiera się w przedziale od 5,5 do 11,5 g, dla zwierząt niedojrzałych od 5,5 do 7,5 g.
Ubarwienie ryjówki kaukaskiej opisywane jest jako dwukolorowe, rzadziej trójkolorowe. Grzbiet, ciemnobrązowy u dorosłych osobników, u młodocianych przybiera jaśniejszy odcień szarawego brązu. Boki ciała są czerwonawe. Brzuch jest jaśniejszy, jasnoszary. Dwukolorowy ogon zwierzęcia przekracza nieco połowę długości głowy i tułowia, podobnie jak u ryjówki zwieńczonej.

## Systematyka
Gatunek opisał Ognev w 1921 (Polskie nazewnictwo ssaków świata podaje 1922). Jako miejsce typowe podał on Goele w Kars w Turcji. Opisał ryjówkę kaukaską jako podgatunek ryjówki aksamitnej, który to gatunek o szerokim zasięgu występowania tworzy rozmaite rasy o odmiennej genetyce. Później jednak ryjówka kaukaska została uznana za odrębny gatunek, podobnie jak to było w przypadku ryjówki iberyjskiej.
Ryjówka kaukaska zalicza się do ryjówkowatych (Soricidae) – rodziny dzielonej na trzy podrodziny: ryjówki (Soricinae), zębiełki (Crocidurinae) oraz myszoryjki (Myosoricinae). Podrodzina Soricinae dzieli się dalej na sześć plemion, wśród których wymienia się krecikówki (Anourosoricini), blarynki (Blarinellini), blariny (Blarinini), wodoryjki (Nectogalini), sorki (Notiosoricini) i ryjówki (Soricini). To ostatnie plemię obejmuje pojedynczy rodzaj Sorex, czyli ryjówkę, zasobny w 86 gatunków. Gatunki te dzieli się na dwie grupy tworzące odrębne podrodzaje Sorex (Sorex) i Sorex (otisorex), pozostawiając niektóre gatunki niezaliczone do żadnego. W obrębie licznego w gatunki podrodzaju Sorex (Sorex) wyróżnia się grupy bliżej spokrewnionych ze sobą gatunków. Przeprowadzone badania genetyczne uwzględniające nDNA i mtDNA wskazują na przynależność ryjówki zwieńczonej do grupy gatunkowej ryjówki aksamitnej, araneus group. Grupa ta obejmuje także ryjówkę aksamitną, alpejską, iberyjską, syberyjską i zwieńczoną.
Wyróżnia się następujące podgatunki:
- Sorex satunini satunini Ognev, 1921
- Sorex satunini stavropolica Sololov & Tembotov, 1869[2].

Ponadto w górach Środkowego Kaukazu istnieć może kolejny, nienazwany jeszcze podgatunek.

## Tryb życia i cykl życiowy
Uważa się, że aktywność ryjówki kaukaskiej musi mieć swój szczyt w nocy, gdyż wtedy najwięcej zwierząt łapano w pułapki.
Ryjówki rozmnażają się szybko. Badacze raportowali ciężarne ryjówki kaukaskie w kwietniu. Pojedyncza samica nosi w macicy od czterech do ośmiu zarodków, średnio sześć. Pierwszy poród następuje w maju, po czym samica zachodzi w kolejną ciążę, by znów rodzić w czerwcu. Obserwowano samice, które rodziły jeszcze trzeci raz w tym samym roku. Natomiast osobniki młodociane zazwyczaj nie przedłużają gatunku w pierwszym roku swego życia.

## Rozmieszczenie geograficzne
Podgatunek nominatywny żyje w Kaukazie Południowym, zamieszkując Azerbejdżan, Gruzję i Armenię, oraz na północy Turcji, skąd opisano gatunek. Podgatunek C. s. stavropolica żyje w Kaukazie Północnym, na terenach opanowanych przez Federację Rosyjską.

## Ekologia
Ryjówka kaukaska zasiedla różne siedliska, przede wszystkim podalpejskie łąki porosłe bujną trawą, położone w zachodnim Kaukazie na wysokości od poziomu morza do 2600 m, zwłaszcza kiedy nie występuje na nich ryjówka skalna. W takim też siedlisku osiąga największe zagęszczenia. Najliczniej w ogóle obserwuje się ją w dolinach rzek Armenii. Pospolicie występuje także na porośniętych jałowcem kamienistych polach Turcji. Mniej licznie występuje na podobnych, ale bardziej suchych łąkach Małego Kaukazu czy też w Dagestanie.
Ryjówka kaukaska jest owadożercą. Konsumuje owady, tak imagines, jak i larwy, dżdżownicowate i mięczaki, ale także kręgowce w postaci płazów bezogonowych, jak to obserwowano w warunkach laboratoryjnych. Autorzy porównują zwyczaje pokarmowe ryjówki kaukaskiej do tych opisywanych u ryjówki aksamitnej.

## Zagrożenia i ochrona
IUCN przyznała jej status gatunku najmniejszej troski. Gatunek występuje pospolicie w kaukaskim obszarze swego występowania, a na niektórych terenach nawet dominuje.